# Rodolfo Zilli
Rodolfo (Rudolf) Zilli (* 29. November 1890 in Nimis; † 22. Juli 1976 in Lannach) war ein italienischer Bildhauer und Maler.

## Leben
Noch als Kind musste er sein Heimatdorf Nimis in der italienischen nordöstlichen Region Friaul-Julisch Venetien verlassen, da der Vater, ein einfacher und bescheidener Steinmetz, sich auf den harten Weg der Emigration machen musste. In Deutschland besuchte er unter der Leitung von Georg Wrba die Akademie der Künste in München, die damals einen besonders guten Ruf und hohes Prestige hatte. Sehr früh profilierte er sich für sein Talent, seinen methodischen Ernst und sein Engagement im Studium, so dass er bald schon die ersten Auszeichnungen erhielt.
Während des Krieges war er „Bersagliere“ im 11. Regiment dieser italienischen Truppe und hob sich insbesondere während der bekannten libyschen Kämpfe hervor – dafür wurde er mit der Tapferkeitsmedaille und dem Blauen Band für seine besonderen Verdienste ausgezeichnet.
Später machte er verschiedene Reisen nach Italien, Frankreich, Griechenland und Afrika – gerade die Aufenthalte in Griechenland, Tripoli und Bengasi gaben dem Künstler die Möglichkeit, sich die altgriechische und altrömische Kunst zu eigen zu machen und auf seine persönliche Weise zu interpretieren. Jene Erfahrungen wurden die entscheidenden für die Entwicklung seines Geschmacks und seines Stils, und gerade an diese reine Schönheit, an diese extreme Perfektion und diese bis ins kleinste Detail durchdachte Menschlichkeit wird er sich sein ganzes Künstlerleben lang konsequent halten.
Nach einem Aufenthalt in Paris zog er nach Graz, wo er dann sein ganzes Leben wohnte. Er erhielt von der Stadt Graz unter anderem die Ehrenbürgerschaft.
Der Künstler arbeitete im nahgelegenen Schloss Lannach bei Graz. Ganz besonders zeichnete sich Zilli für seine Porträts aus, die beinahe ‚durchgepaust‘ bzw. ‚durchgezeichnet‘ wirken, und für die einprägsame Wirksamkeit seines Zeichnens und für die Produktion seiner kraftvollen und mächtigen altrömischen Medaillen, aus denen ein reiner Realismus hervorkommt, der weder akademisch noch ausweichend, weder kühl noch distanziert wirkt, sondern vielmehr Spiegel einer einzigartigen Künstlerpersönlichkeit ist – eine, die lange über den Menschen und die Natur nachgedacht hat und durch ihr Zusammenspiel lyrischer Vibration und einer hohen plastischen Vitalität veredelt ist. Die Materie wird durch seine Hände mit einem sicheren und kräftigen Schliff geprägt. Sein Stil ist in seinen größeren, eindrucksvollsten und figurenreichsten Werken sehr symbolreich, doch jedes Werk ist an sich vollkommen und tatsächlich eine Einheit für sich – jedes bewahrt seine eigene prägnante Individualität und fügt sich in ein übergeordnetes Ganzes harmonisch ein.
Das rhythmische Spiel seiner Figuration, die Natürlichkeit seiner Werke und die ausgeprägte Plastizität – wo der Künstler geschickt von einer Ebene auf die andere, ohne exhibitionistische bzw. verblüffende Eindrücke erwecken zu wollen, und ohne barockartiges „Sichtaufbäumen“ übergeht – hält sich konsequent an eine wahrhaftige und besonnene Transkription der ästhetischen Vorschriften der klassischen Welt, die inzwischen sozusagen eine „Lebenssitte“ geworden ist: All dies ließ den Meister in allen gebildeten und sowohl weltlichen als auch kirchlichen Kreisen äußerst schätzen und bewundern.
Zillis Produktion an Skulpturen und monumentalen Werken ist sehr reich und breitgefächert: Die Werke – die ihm von öffentlichen Einrichtungen und Ämtern beauftragt wurden – sind zurzeit in verschiedenen europäischen Museen ausgestellt. Sehr zahlreich sind seine Darstellungen religiöser Kunst und seine Medaillengravüren von berühmten europäischen Persönlichkeiten. Das österreichische, italienische, deutsche, belgische, luxemburgische Fernsehen sowie verschiedene Radiosender haben sehr viel über seine beeindruckende Kunst berichtet. Im Oktober 1967 wurde Zilli in Privataudienz von Papst Paul VI. empfangen. Es wurde ihm der italienische Titel „Commendatore di San Silvestro“ verliehen und vom österreichischen Staat erhielt er das Ehrenkreuz für Wissenschaft und Kunst. Die luxemburgische Post brachte 3 „Zilli“-Sonderbriefmarken mit dem Abbild von Robert Schuman, Gaetano Martino, P. H. Spaak et „Europa“ heraus, welche ebenfalls als Medaillengravüren geprägt wurden. Er war Mitglied der Akademie der Wissenschaften, Literatur und Künste von Udine, Mailand und Rom. Vom italienischen Staat erhielt er den Titel „Commendatore della Repubblica“ – außerdem wurde er mit dem berühmten friulanischen Preis „Epifania“ und gleichzeitig mit dem damit verbundenen alten traditionsreichen Titel „Cavaliere del Friuli“ ausgezeichnet. Er erhielt auch die Ehrenmedaille der Stadt Graz, die Goldene Steirische Medaille und das „Lion d’oro 1975“.

## Werk
Zu seiner äußerst reichen Produktion gehören unter anderem die Büsten des Patriarchen Urbani, von Papst Johannes XXIII., des Modells von Beppino Sarto – der spätere Papst Pius X. – sowie ein Basrelief aus Bronze von Robert Schuman, der sich heute am Grab Schumanns in Metz befindet, die Bronzebüste des berühmten Dante-Wissenschaftlers Rudolf Palgen, das Basrelief von Gaetano Martino und das Basrelief von Hans Furler.
Zilli arbeitete gerade am monumentalen Werk der „Grossen Europäer“, welches zu einem seiner grandiosen Zyklen gehören sollte, als er starb.
Besonders erwähnenswert ist auch seine an Dante inspirierte Produktion, die aus ungefähr dreißig Skulpturen und fünfzig großen farbigen Graphiken besteht: da gibt der Künstler – hier an keinen spezifischen zelebrierenden Zweck gebunden – eine grandiose Auswahl seiner lyrischen Ader und der Originalität seiner Sprache, die von der hellenistischen Kunst und vom modernen Impressionismus inspiriert, Dantes ideale Welt verkörpert.
Der Künstler stellte auch einige Szenen von Dante dar, insbesondere einige aus dem Inferno. Daneben arbeitete er auch an einer Werksammlung über die Genesis und die Apokalypse, die leider unvollendet geblieben sind. Die meisten diese Kunstwerke befinden sich heute im „Zilli Museum“ im Schloss Stainz bei Graz, welches vom Land Steiermark zur Verfügung gestellt wurde.